# Megaselia sheppardi
Megaselia sheppardi är en tvåvingeart som beskrevs av Ronald Henry Lambert Disney 1988. Megaselia sheppardi ingår i släktet Megaselia och familjen puckelflugor. Inga underarter finns listade i Catalogue of Life.